# Марія Франческа Россетті
Марія Франческа Россетті (англ. Maria Francesca Rossetti; 17 лютого 1827, Лондон - 24 листопада 1876) — англійська письменниця. Сестра художника Данте Габріеля Россетті, а також Вільяма Майкла Россетті та Крістіни Джорджини Россетті, яка присвятила їй свою поему «Базар гоблінів».

## Життєпис
Їхній батько, Габріель Россетті, італійський літературний критик, поет-романтик і вчений, емігрував до Лондона в 1824, мати - Френсіс Полідорі. Марія народилася 17 лютого 1827 Лондоні.

## Літературне та релігійне життя
Автор "The Shadow of Dante: Being an essay towards studying himself, his world, and his pilgrimage " (опубліковано в 1871).
У віці 46 років приєдналася до Товариства Усіх Святих (англіканський орден для жінок).

## Особисте життя
Марія ніколи не була одружена. Вона була подругою Джона Рескіна. Їхні романтичні стосунки почалися коли їй було 28 років і після того, як його шлюб був анульований.

## Смерть
Марія померла від раку яєчника в 1876.

## Додаткові матеріали для читання
- Елькін, Сузанроссетті, Марія Франческа (1827-1876), автор та англіканська черниця